# Dryas cillene
Dryas cillene är en fjärilsart som beskrevs av Pieter Cramer 1779. Dryas cillene ingår i släktet Dryas och familjen praktfjärilar. Inga underarter finns listade i Catalogue of Life.